# Ли, Сергей (Герой Социалистического Труда)
Сергей Ли, полное русское имя — Сергей Григорьевич (15 июня 1912 года, Корея — 1999 год) — колхозник колхоза «Новая жизнь» Нижне-Чирчикского района Ташкентской области, Узбекская ССР. Герой Социалистического Труда (1950).

## Биография
Родился в 1912 году в крестьянской семье в одном из сельских населённых пунктов в Корее (по официальным документам — в 1914 году в деревне Верхние Сидими Никольск-Уссурийского уезда Приморской области).
В 1930 году окончил семилетку в деревне Верхние Сидими. С 1931 года трудился на колхозной ферме колхоза «Новый путь» Посьетского района. В 1934—1936 годах служил в Красной Армии. В 1937 году депортирован на спецпоселение в Ташкентскую область. С 1938 года трудился звеньевым в колхозе имени Будённого Нижне-Чирчикского района, с 1943 года — слесарем на 2-й Нижне-Чирчикской МТС.
С 1946 года — рядовой колхозник, звеньевой, бригадир рисоводческой бригады, заведующий фермой, колхозник бахчевой бригады, бригадир бахчевой бригады в колхозе «Новая жизнь» Нижне-Чирчикского района. В 1949 году получил в среднем по 83,6 центнеров риса с каждого гектара на участке площадью 5 гектаров. Указом Президиума Верховного Совета СССР от 18 сентября 1950 года удостоен звания Героя Социалистического Труда с вручением ордена Ленина и золотой медали «Серп и Молот».
В 1953 году вступил в КПСС.
Трудился в колхозе «Новая жизнь» до выхода на пенсию. Персональный пенсионер союзного значения. Скончался в 1999 году. Похоронен на кладбище посёлка Янгихаят Уртачирчикского района.